# Грег Вайткросс
Грег Вайткросс (англ. Greg Whitecross; нар. 15 травня 1961) — колишній австралійський тенісист.
Найвищу одиночну позицію світового рейтингу — 161 місце досяг 4 січня 1982, парну — 134 місце — 2 січня 1984 року.
Найвищим досягненням на турнірах Великого шолома було 2 коло в парному розряді.

## Титули на челленджерах

### Одиночний розряд: (1)
| Ранг | Рік  | Турнір          | Покриття | Суперник        | Рахунок       |
| ---- | ---- | --------------- | -------- | --------------- | ------------- |
| 1.   | 1980 | Маебасі, Японія | Тверде   | Крейг А. Міллер | 2–6, 6–4, 7–6 |

### Парний розряд: (1)
| Ранг | Рік  | Турнір                           | Покриття | Партнер       | Суперники                    | Рахунок       |
| ---- | ---- | -------------------------------- | -------- | ------------- | ---------------------------- | ------------- |
| 1.   | 1983 | Лі-он-зе-Солент, Велика Британія | Ґрунт    | Чарлі Фанкатт | Ендрю Джарретт Джонатан Сміт | 6–3, 3–6, 6–4 |